# Petach Tikwa Segula
Petach Tikwa Segula (hebr.: פתח תקווה סגולה) – jedna ze stacji kolejowych w mieście Petach Tikwa, w Izraelu. Jest obsługiwana przez Rakewet Jisra’el.

Stacja znajduje się w północnej części miasta Petach Tikwa, tuż przy centrum handlowym Yarkonim. Dworzec jest przystosowany dla osób niepełnosprawnych.

## Połączenia
Pociągi z Petach Tikwa jadą do Lod, Tel Awiwu, Bene Berak, Kefar Sawy i Riszon le-Cijjon.